# 丹津奥瑟仁波切

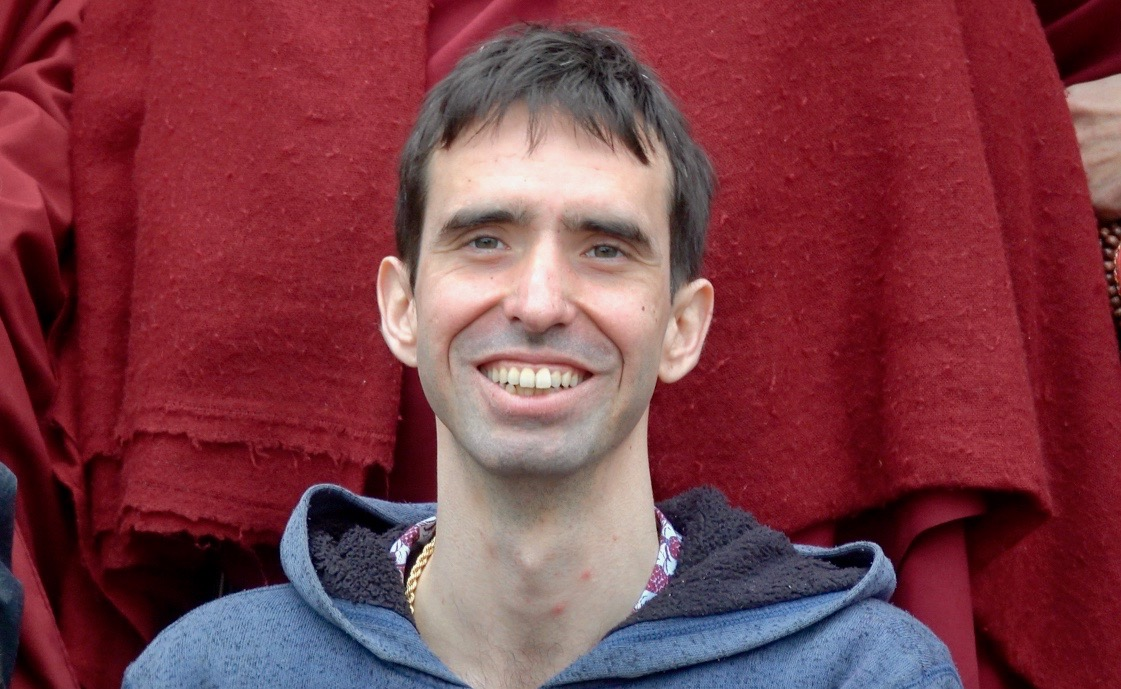

丹津奧瑟仁波切（1985年2月12日—），生於西班牙格拉納達布维翁，其俗名為奧瑟·伊它·托雷斯（西班牙語：Osel 光明 Hita 父姓 Torres 母姓）。在14個月大時被第十四世達賴喇嘛認證為土丹耶喜喇嘛之轉世。
丹津奧瑟仁波切曾在印度接受藏傳佛教基礎教育，現在與土丹索巴仁波切一起為捍衛大乘傳統聯合會治下遍佈33個國家150餘個弘法中心及社會機構而努力奮鬥。

## 簡歷
奧瑟·伊它·托雷斯的父母都是土丹益喜活佛的弟子。他出生後，就有人建議他做益喜活佛的繼任。他十四個月時，經過一些西藏宗教傳統測試之後，第十四世達賴喇嘛正式確定他為益喜活佛的轉世靈童。他被賜名為丹津奧瑟（Tenzin 佛學專家 Ösel光明）喇嘛，開始接受西藏活佛教育。
奧瑟在南印度一邊學習西藏傳統教育，一邊接受西方文化教育。後來他在維多利亞 (不列顛哥倫比亞)讀高中。其父母為他接受西藏傳統教育並捲入“維護大乘傳統基金會”之事爭吵不休，並最終離婚。
從某時期，他放棄了藏傳佛教的修行，遠離「維護大乘傳統基金會」，轉向前衛的西方生活。

## 棄教風波
他繼任活佛之後，其對信眾程式化的問候定期出現在“維護大乘傳統基金會”的刊物上。2009年5月，他接受了巴比倫雜誌（英西雙語）馬德里期刊的採訪。他表示相信輪迴，欽佩達賴喇嘛，但是抱怨了在流亡藏區的不舒適生活。“我回到西班牙，因爲我再也不能忍受那裏的生活。我迷失了自我，因爲對我來説，那都是外部強加的謊言。”
18歲離開色拉寺，沒有格西學位，他認為自己不能勝任佛教導師，而“維護大乘傳統基金會”曾教誨他說： “從字面上翻譯，喇嘛就是老師，我不是老師。”
西班牙《世界報》還發表了他更為尖銳的言論：「14個月大的時候，我被確認為轉世靈童，被帶到印度。他們給我戴上黃帽，讓我坐上寶座，供人頂禮膜拜......他們把我從家人身邊帶走，把我放進中世紀的環境，我受到很大傷害。我就像生活在謊言中。」

## 重操舊業
根據網絡上公佈的錄像，丹津奧瑟喇嘛於2012年始，在新加坡、馬來西亞、尼泊爾、印度、西班牙、意大利、法國、英國、荷蘭、美國等地弘法。西班牙語是其母語，其英語表達流暢自如。他在上一世建立的法國金剛瑜伽女學院舉辦的佛學講座上，熟練使用英文，但偶爾夾雜一些法文詞語。其對佛法的理解頗有深度，其西班牙語、英語、藏語運用嫻熟，這使他在眾人面前侃侃而談，詼諧幽默，談笑風生，極受信眾崇拜與喜愛。